# Barreno

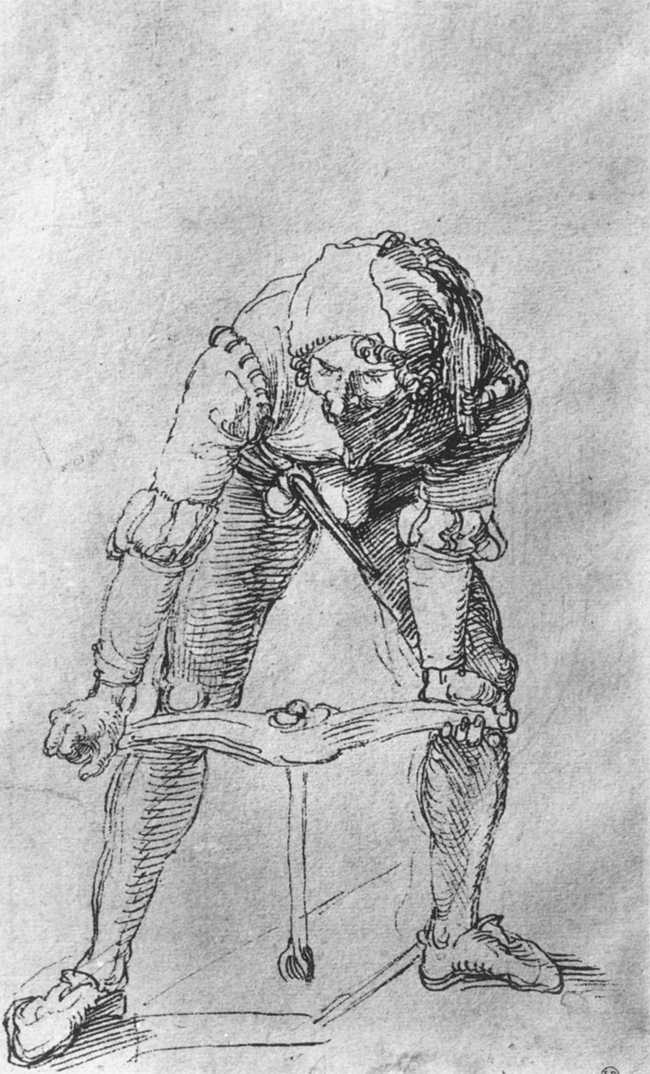
Estudio de un hombre usando un barreno, para la obra The Seven Sorrows of the Virgin, Alberto Durero, ca 1496.

Un barreno es un dispositivo o herramienta utilizado para realizar agujeros o pozos cilíndricos extrayendo el material sólido perforado (ver Tornillo de Arquímedes) por medio de un tornillo helicoidal rotatorio. El material es desplazado a lo largo del sentido del eje de rotación. En algunos usos el tornillo helicoidal se encuentra contenido en un cilindro, mientras que para otros usos no se requiere de este. El barreno es una parte integral de un taladro, el barreno de una mecha de un taladro, utiliza este mecanismo para remover las virutas del agujero que se está realizando. 

## Tipos de barreno

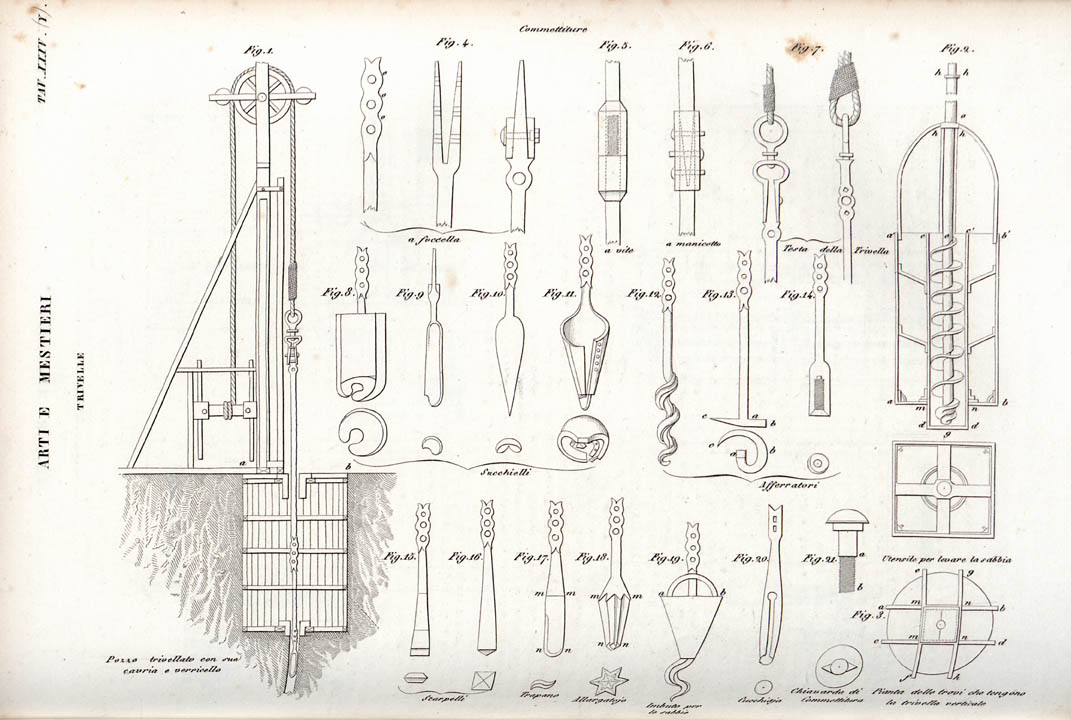
Barreno, 1849

Los tipos de barreno más utilizados son : 
- Edelman: Es el tipo de barreno más usado para suelos. El diseño típico de esta barrena permite un mínimo de fricción durante la penetración en el suelo y poco esfuerzo para retirarlo.
- Riverside: Diseño muy útil para perforar suelos duros, y compactos, mezclados con grava fina por encima y por debajo del nivel del agua subterránea. Las extremidades muy agudas de la barrena clavan con un cierto ángulo hacia abajo, lo que le permite atravesar el suelo fácilmente.
- Barrenos para suelos pedregosos: Para suelos con gran contenido de grava, está construida en acero duro forjado en curva. Las puntas de corte son agudas y curvadas hacia fuera, lo que permite un diámetro de corte un poco mayor que el del cuerpo de la barrena.
- Barreno espiral: Esta barrena opera como un saca corchos, y no extrae el suelo. Usualmente se aplica cuando hay que perforar capas duras, por ejemplo en suelos calcáreos, y en combinación con otros tipos de barrena.
- Colector de piedras: Este complemento se utiliza para retirar las piedras sueltas dentro de un hoyo.
- Barrena para suelos blandos: Este tipo especial de barreno Edelman tiene un cuerpo alargado susceptible a la torsión y se debe utilizar solamente para muestreo de suelos muy blandos.
- Barreno de media caña (tipo gubia): Este tipo de barreno se utiliza para muestreo de perfiles de suelos cohesivos, más o menos blandos con un mínimo de alteración del perfil del suelo.
- Muestreador de pistón: El muestreador de pistón difiere en diseño y aplicación de todos los barrenos descritos previamente, y es muy útil para muestreo de perfiles de suelo menos cohesivos (arena) por debajo del nivel freático. También es válido para muestreo de sedimentos con contenido de arena.

## Agricultura

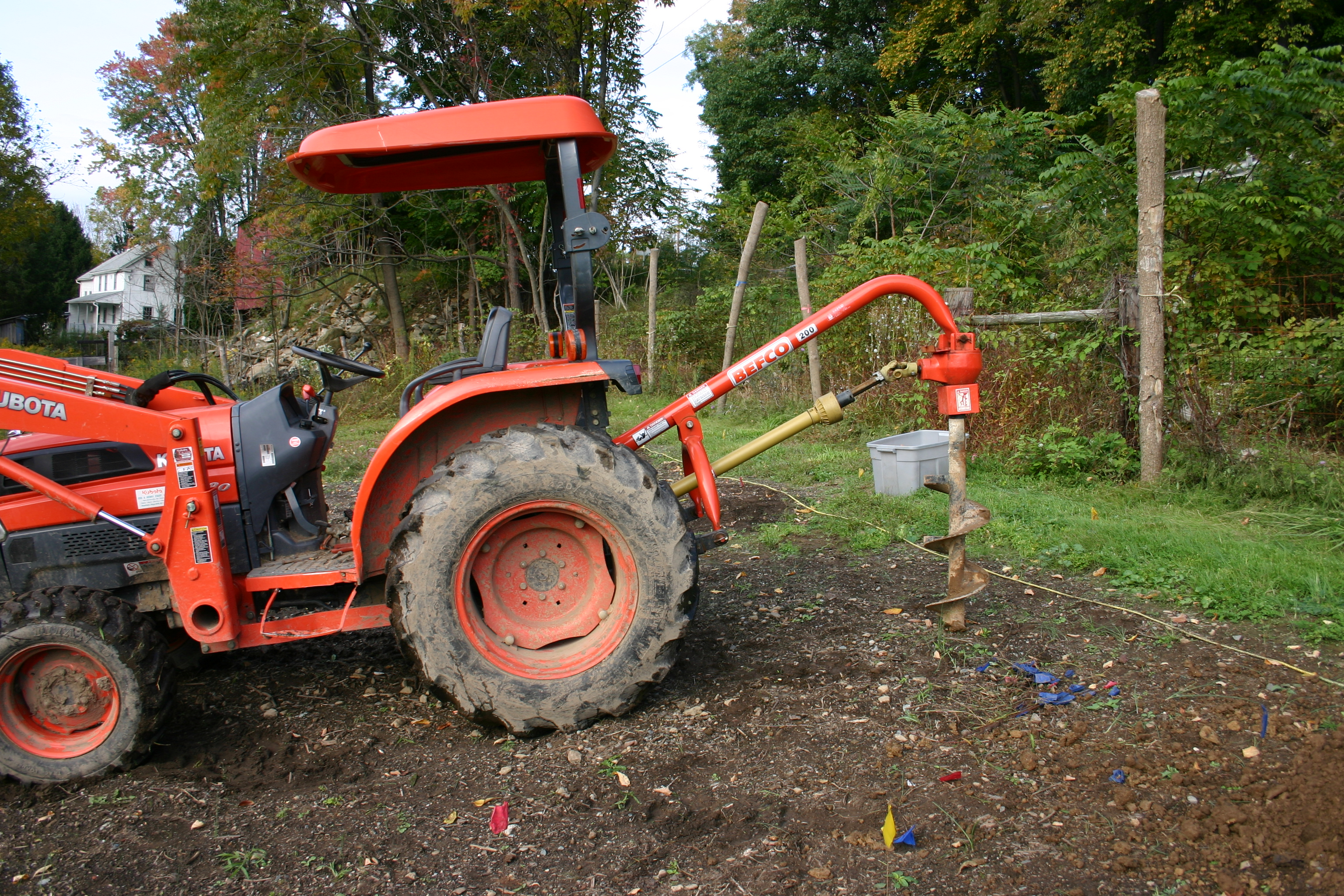
Pequeño tractor, con un barreno, para realizar pozos para colocar postes.

Piezas de forma similar a una barrena espiral son usadas dentro de las cosechadoras automáticas para trasladar los granos a los compartimentos de almacenamiento que estén en una posición superior. Estas pueden ser impulsadas por un motor eléctrico, o gracias a la fuerza derivada de la rotación de los ejes de la cosechadora al ser empujada por el tractor o también a través de la energía derivada de un motor de combustión interna propio.
El diseño moderno usado en las cosechadoras modernas fue inventado por Peter Pakosh. Sus diseños usaban un estilo de tipo tornillo, y con una mínima cantidad de partes móviles, lo cual supuso una nueva aplicación del tornillo de Arquímedes, para este tipo de uso agropecuario. Una vez delineada su idea, el joven Pakosh se aproximó a Massey Harris, (más tarde renombrada Massey Ferguson), en la década de 1940.
Pero allí su idea fue entonces criticada porque era considerada inimaginable para trabajos de granja. Esto fue debido a que existía la posibilidad de que el metal de la espiral se deformara con el uso intensivo, causando problemas de fricción. Según la palabra de un diseñador en jefe de Massey Ferguson, esto llegaría a "iniciar incendios por todas la granjas de Canadá".[cita requerida] Sin embargo, Pakosh continuó mejorando su diseño, y para 1945 ya tenía un primer prototipo listo. 8 años después, comenzó la venta masiva de cosechadoras equipadas con sus diseños bajo el nombre de 'Versatile', los cuales se transformaron en el modelo base usados en las cosechadoras modernas.
Un Barreno también puede ser usado para cavar pozos en la instalación de postes. Estas barrenas pueden ser impulsadas manualmente o gracias a un motor, sea eléctrico o tradicional (instalado en un tractor o propio).

## Otros usos

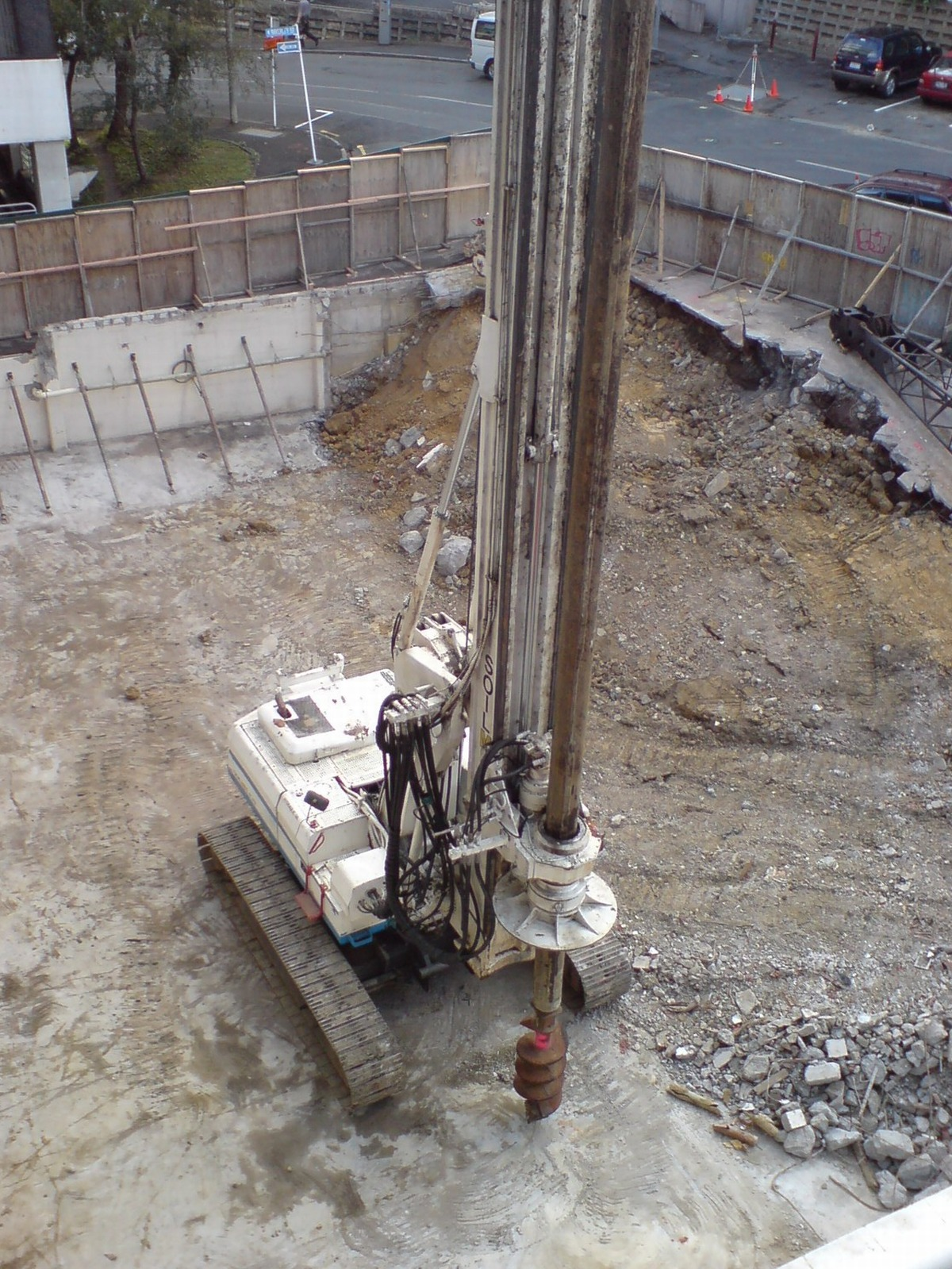
Barreno para pilotes.

Las múltiples aplicaciones de esta especie de tornillos incluyen su uso en quitanieves, para mover la nieve hacia una turbina que la impulsa al lado del camino. Una pulidora de hielo remueve partículas de hielo sueltas de la superficie gracias a mecanismos parecidos a estos tornillos. Los plomeros usan destapadores mecánicos flexibles basados en estos tornillos para remover obstrucciones de los caños. Barrenos de mano también pueden ser usados en tareas de jardín
Son usados en construcción para excavar hoyos que serán ocupados por pilotes de cimentación profunda.
Este tipo de tornillos son una parte central de una máquina de moldeado por inyección. Pueden ser usados por pescadores en climas polares para creas hoyos sobre la superficie de un cuerpo de agua helado. Es también usado en algunas compactadoras de basura para empujar los residuos a una plataforma inferior con el objetivo de compactarlos 

### Usos metafóricos del término
En la aviación angloparlante, existe el término augering in, el cual se refiere a un vuelo en barrena que puede hacerse irrecuperable. En estos casos, la aeronave se mueve en una trayectoria helicoidal (como un sacacorchos) alrededor de su eje vertical. Si no se controla la caída, puede estrellarse, formando un hundimiento en el piso.